# Eulophus veturius
Eulophus veturius is een vliesvleugelig insect uit de familie Eulophidae. De wetenschappelijke naam is voor het eerst geldig gepubliceerd in 1848 door Walker.